# Frihetskorsets orden
Frihetskorsets orden, Frihetskorset, Finlands frihetskors (finska: Vapaudenristin ritarikunta), är en finländsk statsorden, instiftad 4 mars 1918. Den slutade att delas ut 1919 då orden Finlands Vita Ros' orden instiftades, men utdelningen av Frihetskorset återupptogs vid Vinterkrigets utbrott 1939.

## Historia
Frihetskorset är Finlands äldsta orden och dess historia går tillbaka till när Finland blev självständigt. Gustaf Mannerheim var initiativtagare till införandet och Frihetskorset och Frihetsmedaljen instiftades av Senaten den 4 mars 1918. Orden slutade utdelas redan den 28 januari 1919, då Finlands Vita Ros’ orden instiftades. Efter Vinterkrigets slut beslutades den 16 december 1940 att Frihetskorsets orden även skulle kunna ges för militära förtjänster, varför orden även idag består av en militär och en civil del, med lite olika utseende för de två. Det beslutades även att förläningar av orden skulle återupptas. Republikens president marskalk Gustaf Mannerheim fastställde de nu gällande statuterna för orden genom förordning 550 av den 18 augusti 1940.

## Utmärkelsetecken
Frihetskorset är indelade i utmärkelsetecken som består av sex klasser samt fyra medaljer, enligt statuterna från 1944. Till detta kan läggas att om orden erhålls för civila insatser är ordensbandet gult, och om det erhålls för militära/Krigsbedrifter är bandet rött. Till den militära tillkommer även svärd i lagerkransen ovanför ordenstecknet. På ordens backsida står det år som det blev utdelat som till exempel (1918/1939/1940/1941.)
| Rödakorset för fältläkare | Ordenstecken Civil/Fredstid | Ordenstecken Militär/Krigstid | Med Eklöv för krigstidaförtjänster | Ordensgrad                                                                                          | Tillkomst | Anmärkning |
| ------------------------- | --------------------------- | ----------------------------- | ---------------------------------- | --------------------------------------------------------------------------------------------------- | --------- | --- |
| Finns ej.                 |                             |                               | Finns ej.                          | Frihetskorsets storkors (FVR SK) Suomen Valkoisen Ruusun suurristi Vapaudenristin suurristi (VR SR) | 1918/1940 | Korset vitemaljerat och förgyllt, kan även ges med briljanter |
| Finns ej.                 |                             |                               |                                    | Frihetskorsets 1. klass med kraschan 1. lk:n Vapaudenristi rintatähtineen (VR 1 rtk)                | 1918/1940 | Det skall noteras att på kraschan står texten 'ISÄNMAAN PUOLESTA' vilket har 3 olika översättningar till svenska På fosterlandets vägnar/På faderlandets vägnar/På hemlandets vägnar |

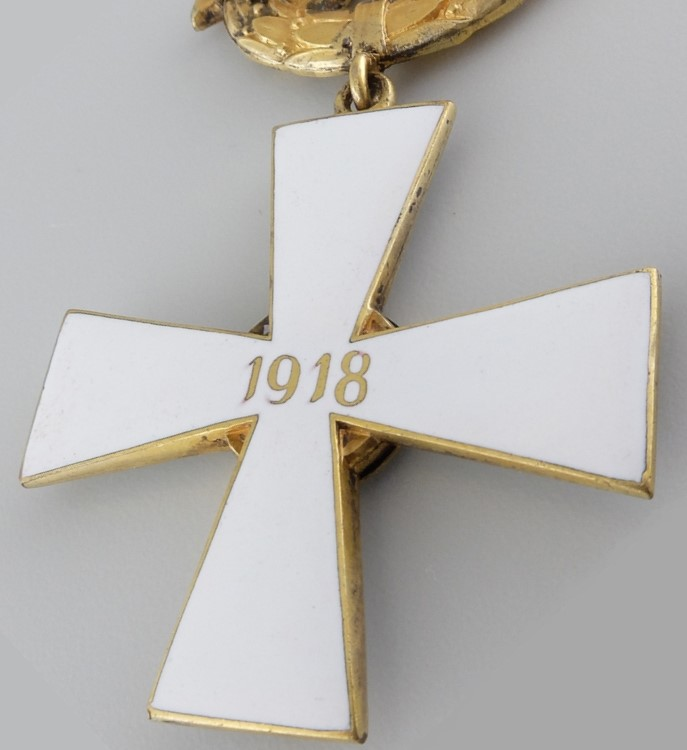
Frihetskorsets modell 1918

| Finns ej.                 |                             |                               |                                    | Frihetskorsets 1. klass 1. lk:n Vapaudenristi (VR 1)                                                | 1918/1940 | Korset vitemaljerat och förgyllt |
| Finns ej.                 |                             |                               |                                    | Frihetskorsets 2. klass 2. lk:n Vapaudenristi (VR 2)                                                | 1918/1940 | Korset vitemaljerat och förgyllt |
| Militär Civil             |                             |                               |                                    | Frihetskorsets 3. klass 3. lk:n Vapaudenristi (VR 3)                                                | 1918/1940 | Korset blåemaljerat (civil) eller svartoxiderat (militärt) och förgyllt |
| Militär Civil             |                             |                               |                                    | Frihetskorsets 4. klass 4. lk:n Vapaudenristi (VR 4)                                                | 1918/1940 | Korset blåemaljerat (civil) eller svartoxiderat (militärt) och i silver |
| Finns ej.                 | Finns ej.                   |                               | Finns ej.                          | Frihetsmedaljens 1. klass med rosett på bandet                                                      | 1940      | Endast utdelad en gång till Marskalk Mannerheim |
| Finns ej.                 | Finns ej.                   |                               | Finns ej.                          | Frihetsmedaljens 1. klass i guld                                                                    | 1940      | Endast utdelad en gång till den tyske generalen Waldemar Erfurth |
| Militär Civil             |                             |                               | Finns ej.                          | Frihetsmedaljens 1. klass 1. lk:n Vapaudenmitali (VM 1)                                             | 1918/1940 | I silver. Står För Fosterlandet på den civila, och För tapperhet på den militära. |
| Finns ej.                 |                             | Finns ej.                     | Finns ej.                          | Frihetskorsets förtjänstmedalj av 1. klass                                                          | 1918      | I silver. Står För Fosterlandet på den. |
| Militär Civil             |                             |                               | Finns ej.                          | Frihetsmedaljens 2. klass 2. lk:n Vapaudenmitali (VM 2)                                             | 1918/1940 | I brons. Står För Fosterlandet på den civila, och För Tapperhet på den militära. |
| Finns ej.                 |                             | Finns ej.                     | Finns ej.                          | Frihetskorsets förtjänstmedalj av 2. klass                                                          | 1918      | I brons. Står För Fosterlandet på den. |

## Speciella tecken
Till Frihetskorset är även kopplade några speciella tecken och utmärkelser.
| Tecken | Grad                                      | Tillkomst | Anmärkning                                                                                  |
| ------ | ----------------------------------------- | --------- | ------------------------------------------------------------------------------------------- |
|        | Frihetskorsets Mannerheimkors av 1. klass | 1940      | Korset svartemaljerat och förgyllt                                                          |
|        | Frihetskorsets Mannerheimkors av 2. klass | 1940      | Korset svartemaljerat och förgyllt med Marskalksstavar ifall av en andra mottagelse         |
|        | Frihetskorsets sorgekors                  | 1940      | Utdelas till den närmaste släktingen till en fallen finsk soldat.                           |
|        | Frihetskorsets sorgemedalj                | 1940      | Utdelas till den närmaste släktingen till en fallen civilist inom det nationella försvaret. |

## Bärare av frihetskorset (urval)
- Arthur Zimmermann (1918)
- Rüdiger von der Goltz (1918)
- Valdemar Langlet
- Einar Lundborg
- Simo Häyhä
- Erich Raeder
- Erik Reichenberg (1918)
- Sven Palme
- Hermann Göring (25 mars 1942)[9]
- Gustaf-Mauritz Armfelt 1944